# Порубка
Порубка (на словашки: Porúbka) е село в източна Словакия, в Прешовски край, в окръг Хумене. Според Статистическа служба на Словашката република към 31 декември 2021 г. селото има 257 жители.
Разположено е на 289 m надморска височина, на 10 km южно от Хумене. Площта му е 4,32 km². Кметът на селото е Анреа Ракова.